# Jangsu
Quận Jangsu (Hán Việt: Trường Thủy) là một quận ở đạo (tỉnh) Jeolla Bắc, Hàn Quốc. Quận Jangsu có diện tích 533,64 km2, dân số năm 2002 là 26.463 người.

## Khí hậu
| Dữ liệu khí hậu của Jangsu               | Dữ liệu khí hậu của Jangsu | Dữ liệu khí hậu của Jangsu | Dữ liệu khí hậu của Jangsu | Dữ liệu khí hậu của Jangsu | Dữ liệu khí hậu của Jangsu | Dữ liệu khí hậu của Jangsu | Dữ liệu khí hậu của Jangsu | Dữ liệu khí hậu của Jangsu | Dữ liệu khí hậu của Jangsu | Dữ liệu khí hậu của Jangsu | Dữ liệu khí hậu của Jangsu | Dữ liệu khí hậu của Jangsu | Dữ liệu khí hậu của Jangsu |
| Tháng                                    | 1                          | 2                          | 3                          | 4                          | 5                          | 6                          | 7                          | 8                          | 9                          | 10                         | 11                         | 12                         | Năm                        |
| ---------------------------------------- | -------------------------- | -------------------------- | -------------------------- | -------------------------- | -------------------------- | -------------------------- | -------------------------- | -------------------------- | -------------------------- | -------------------------- | -------------------------- | -------------------------- | -------------------------- |
| Trung bình ngày tối đa °C (°F)           | 3.1 (37.6)                 | 5.7 (42.3)                 | 10.9 (51.6)                | 17.8 (64.0)                | 22.3 (72.1)                | 25.6 (78.1)                | 27.6 (81.7)                | 28.2 (82.8)                | 24.9 (76.8)                | 19.5 (67.1)                | 12.4 (54.3)                | 5.6 (42.1)                 | 17.0 (62.6)                |
| Trung bình ngày °C (°F)                  | −2.9 (26.8)                | −0.9 (30.4)                | 4.0 (39.2)                 | 10.4 (50.7)                | 15.6 (60.1)                | 19.9 (67.8)                | 23.0 (73.4)                | 23.1 (73.6)                | 18.3 (64.9)                | 11.4 (52.5)                | 5.0 (41.0)                 | −0.7 (30.7)                | 10.5 (50.9)                |
| Tối thiểu trung bình ngày °C (°F)        | −8.4 (16.9)                | −6.8 (19.8)                | −2.1 (28.2)                | 3.1 (37.6)                 | 9.1 (48.4)                 | 14.7 (58.5)                | 19.3 (66.7)                | 19.1 (66.4)                | 13.2 (55.8)                | 5.1 (41.2)                 | −1.0 (30.2)                | −6.2 (20.8)                | 4.9 (40.8)                 |
| Lượng Giáng thủy trung bình mm (inches)  | 33.7 (1.33)                | 46.9 (1.85)                | 59.6 (2.35)                | 88.9 (3.50)                | 109.2 (4.30)               | 189.2 (7.45)               | 333.6 (13.13)              | 335.5 (13.21)              | 144.8 (5.70)               | 44.5 (1.75)                | 44.2 (1.74)                | 34.2 (1.35)                | 1.464,3 (57.65)            |
| Số ngày giáng thủy trung bình (≥ 0.1 mm) | 8.9                        | 7.8                        | 9.5                        | 8.4                        | 9.2                        | 10.1                       | 16.1                       | 15.3                       | 8.7                        | 6.2                        | 7.4                        | 8.8                        | 116.4                      |
| Độ ẩm tương đối trung bình (%)           | 72.9                       | 70.5                       | 67.7                       | 64.3                       | 68.4                       | 75.4                       | 81.0                       | 81.4                       | 79.7                       | 76.2                       | 74.9                       | 74.2                       | 73.9                       |
| Số giờ nắng trung bình tháng             | 152.6                      | 171.4                      | 195.1                      | 219.5                      | 222.5                      | 180.2                      | 145.7                      | 154.9                      | 163.6                      | 187.7                      | 158.1                      | 144.9                      | 2.092                      |
| Nguồn:                                   |                            |                            |                            |                            |                            |                            |                            |                            |                            |                            |                            |                            |                            |